# Morning Musume Concert Tour 2004 "The Best of Japan Natsu ~ Aki '04"
Albums de Morning Musume
Concert Tour 2004 Haru
(2004) Concert Tour 2005 Haru
(2005)
Morning Musume Concert Tour 2004 "The Best of Japon Natsu ~Aki '04" (モーニング娘。コンサートツアー「The BEST of Japan夏~秋'04」) est une vidéo musicale (DVD) du groupe de J-pop Morning Musume, la onzième d'un concert du groupe.

## Présentation
La vidéo sort au format DVD le 8 décembre 2004 au Japon sous le label zetima, le même jour que le 6e album du groupe, Ai no Dai 6 Kan (elle sera rééditée au format Blu-Ray le 9 octobre 2013). Elle atteint la 4e place du classement de l'Oricon, et reste classée pendant 10 semaines, pour un total de 14 254 exemplaires vendus durant cette période.
Le concert avait été filmé deux mois auparavant, le 3 octobre 2004, dans la salle omnisports Yokohama Arena, en promotion de la compilation de singles Best! Morning Musume 2 sortie six mois auparavant, dont huit des chansons sont interprétées (toutes étant donc sorties en singles). Le groupe interprète aussi les chansons-titre de ses trois derniers singles sortis depuis, ainsi que deux titres de "face B" plus anciens. Six autres anciennes chansons sont interprétées dans deux medley.
L'une des membres du groupe, Kaori Iida, qui mène une carrière solo en parallèle, interprète aussi en solo la chanson de son deuxième single sorti peu de temps auparavant.  Deux autres groupes du H!P sont également invités pour interpréter un de leurs titres : Country Musume ni Konno to Fujimoto (avec Asami Konno et Miki Fujimoto de Morning Musume), et V-u-den (le nouveau groupe de Rika Ishikawa de Morning Musume).

## Participantes
- Morning Musume
  - 1re, 2e, 4e générations : Kaori Iida, Mari Yaguchi, Rika Ishikawa, Hitomi Yoshizawa
  - 5e génération : Ai Takahashi, Asami Konno, Makoto Ogawa, Risa Niigaki
  - 6e génération : Miki Fujimoto, Eri Kamei, Sayumi Michishige, Reina Tanaka
- Country Musume (Asami, Mai Satoda, Miuna, Asami Konno, Miki Fujimoto)
- V-u-den (Rika Ishikawa, Erika Miyoshi, Yui Okada)
- Kaori Iida (en solo)

## Liste des titres
| 1.  | Opening                                                                     | Présentation                                  |  |
| 2.  | Joshi Kashimashi Monogatari (女子かしまし物語)                              | de l'album Ai no Dai 6 Kan                    |  |
| 3.  | The Peace! (ザ☆ピ~ス!)                                                      | de Best! Morning Musume 2 / 4th Ikimasshoi!   |  |
| 4.  | Sōda! We're Alive (そうだ! We're ALIVE)                                     | de Best! Morning Musume 2 / 4th Ikimasshoi!   |  |
| 5.  | MC-1                                                                        | Présentation                                  |  |
| 6.  | Koi-ing (恋ING)                                                             | du single Go Girl ~Koi no Victory~            |  |
| 7.  | Happy Night                                                                 | du single Memory Seishun no Hikari            |  |
| 8.  | MC-2 : Gorokkies Stand Up Oyorokori! (ゴロッキーズ スタンダップ大喜利!)     | Présentation                                  |  |
| 9.  | Koi no Nukegara (恋のヌケガラ) (par V-u-den)                                | Premier single de V-u-den                     |  |
| 10. | Door no Mukō de Bell ga Natteta (ドアの向こうでBellが鳴ってた) (Kaori Iida) | Single de Kaori Iida                          |  |
| 11. | Shining Itoshiki Anata (シャイニング 愛しき貴方) (par Country Musume)       | Single de Country Musume ni Konno to Fujimoto |  |
| 12. | MC-3 : Charmy's Angel (MC-3 <チャーミーズエンジェル>)                       | Présentation                                  |  |
| 13. | Medley : Happy Summer Wedding/Daite Hold On Me!/Summer Night Town           | de Best! 1 / Second Morning / First Time      |  |
| 14. | As For One Day (AS FOR ONE DAY)                                             | de l'album Best! Morning Musume 2             |  |
| 15. | Koko ni Iruzee! (ここにいるぜぇ!)                                           | de Best! Morning Musume 2 / No.5              |  |
| 16. | MC-4... (MC-4(亀井・石川・紺野・小川)／女子かしまし物語(替え歌)             | Présentation                                  |  |
| 17. | Mr. Moonlight ~Ai no Big Band~ (Mr.Moonlight ~愛のビッグバンド~)            | de Best! Morning Musume 2 / 4th Ikimasshoi!   |  |
| 18. | Medley : Hey! Mirai / Memory Seishun no Hikari / Renai Revolution 21        | de No.5 / Second Morning / 4th Ikimasshoi!    |  |
| 19. | Shabondama (シャボン玉)                                                     | de l'album Best! Morning Musume 2             |  |
| 20. | Roman ~My Dear Boy~ (浪漫 ~MY DEAR BOY~)                                    | de l'album Ai no Dai 6 Kan                    |  |
| 21. | Go Girl ~Koi no Victory~ (Go Girl ~恋のヴィクトリー~)                       | de l'album Best! Morning Musume 2             |  |
| 22. | Namida ga Tomaranai Hōkago (涙が止まらない放課後)                           | de l'album Ai no Dai 6 Kan                    |  |
| 23. | MC-5                                                                        | Présentation                                  |  |
| 24. | Ai Araba It's All Right (愛あらばIT'S ALL RIGHT)                            | de l'album Best! Morning Musume 2             |  |

Détails de la piste N°13
Medley : (Yaguchi, Takahashi, Ogawa, Niigaki, Kamei, Michishige, Tanaka) / Happy Summer Wedding / Daite Hold On Me! / Summer Night Town / (Iida, Ishikawa, Yoshizawa, Konno, Fujimoto) (【メドレー】(矢口・高橋・小川・新垣・亀井・道重・田中)／ハッピーサマーウェディング／抱いて HOLD ON ME!／サマーナイトタウン／(飯田・石川・吉澤・紺野・藤本)
- Happy Summer Wedding (ハッピーサマーウェディング) (de l'album Best! Morning Musume 1)
- Daite Hold On Me! (抱いてHOLD ON ME!) (de l'album Second Morning)
- Summer Night Town (サマーナイトタウン) (de l'album First Time)

Détails de la piste N°18
Medley : Hey! Mirai / Memory Seishun no Hikari / Renai Revolution 21 (【メドレー】HEY! 未来 / Memory 青春の光 / 恋愛レボリュ－ション21)
- Hey! Mirai (HEY! 未来) (de l'album No.5)
- Memory Seishun no Hikari (Memory 青春の光) (de l'album Second Morning)
- Renai Revolution 21 (恋愛レボリュ－ション21) (de l'album 4th Ikimasshoi!)